# أنطونيو تاولير
أنطونيو تاولير يول (بالإسبانية: Antonio Tauler Llull، ولد في 11 أبريل 1974، سانتا مارغاريتا، جزر البليار، إسبانيا) دراج إسباني.
حصل على الميدالية الفضية في دورة الألعاب الأولمبية الصيفية عام 2008 في بكين.

## إنجازاته

### الألعاب الأولمبية الصيفية
- 2008 بكين  الصين:  ميدالية فضية في سباق ماديسون (Madison).